# Adungrella atrorubra
Adungrella atrorubra is een hooiwagen uit de familie Sclerosomatidae. De wetenschappelijke naam van Adungrella atrorubra gaat terug op Suzuki.